# Gauche démocratique (France)
Pour les articles homonymes, voir Gauche démocratique.
La Gauche démocratique (GD) est le nom de groupes parlementaires français formés sous la Troisième et la Cinquième République, à la Chambre des députés et au Sénat.